# 棉花帶

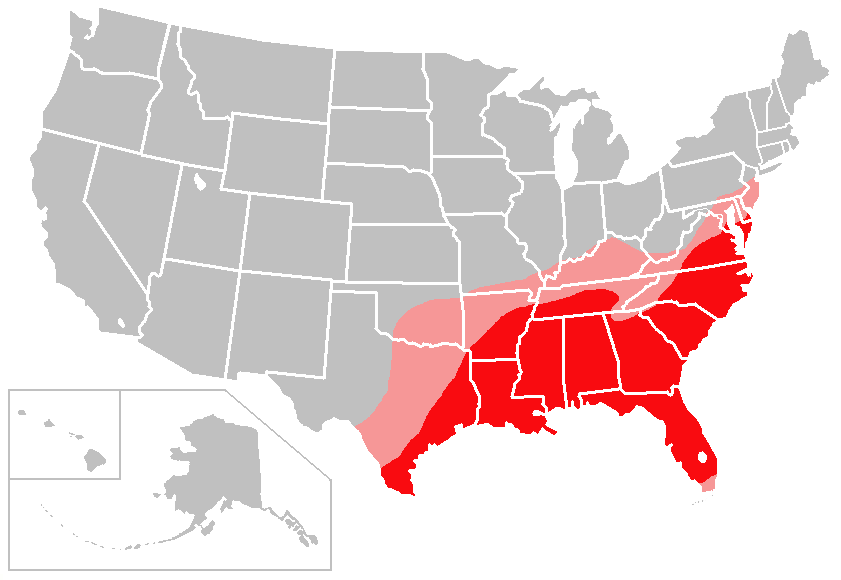
深紅色地區是棉花地帶

棉花地帶（英語：Cotton Belt）指的是美國的一個地區，位於美國南部。自18世紀後期開始至20世紀，這一地區的主要經濟作物是棉花，因此得名。在1793年軋棉機發明之後，這一地區的棉花種植迅速擴大。至19世紀中期，棉花地帶擴展至自弗吉尼亞州到德克薩斯州東部。因這一地區土壤肥沃加上氣候適宜和蓄奴制度，佐治亞州、田納西州、阿拉巴馬州、阿肯色州、密西西比州、佛羅里達州、路易斯安那州和德克薩斯州部分地區成為美國棉花的主要產區。現在這一地區的主要農作物已經轉換為玉米、小麥、大豆、花生和畜牧產業。
32°N 83°W / 32°N 83°W